# Bonheiden
Bonheiden là một đô thị ở tỉnh Antwerp. Đô thị này gồm các thị trấn Bonheiden proper and Rijmenam. Tại thời điểm ngày 1 tháng 1 năm 2006, Bonheiden có dân số 14.510 người. Tổng diện tích là 29,27 km² với mật độ dân số là 496 người trên mỗi km².

## Dân địa phương nổi tiếng
- John Cordier (1942-2002)
- Luc Van Den Brande (1945)
- Athene (MovieLOL) (1980)